# سو سنتنس
سوزان سنتنس، دانشمند علوم کامپیوتر، مربی و مدیر مرکز تحقیقات آموزش محاسباتی بنیاد رزبری پای در دانشگاه کمبریج بریتانیایی است. تحقیقات او طیف گسترده‌ای از مسائل آموزش علوم کامپیوتر، آموزش معلمان و کسانی را آموزش کامپیوتر می‌دهند، بررسی می‌کند. در سال ۲۰۲۰، سنتنس به خاطر کارش در زمینه آموزش محاسبات، جایزه Suffrage Science را دریافت کرد.

## سنین جوانی و تحصیل
سنتنس در دانشگاه ادینبورگ در زمینه هوش مصنوعی (AI) و فناوری اطلاعات (IT) تحصیل کرد و در سال ۱۹۸۹ مدرک کارشناسی ارشد علوم را از این دانشگاه دریافت کرد و سپس در سال ۱۹۹۳ درجهٔ دکترای خود را در مورد یادگیری هوشمند زبان به کمک رایانه (ICALL) زیر نظر هلن پین و الیزابت انگدال دریافت کرد.